# Apocalypse Cow
A Vaca do Apocalipse (em inglês:  Apocalypse Cow) é o décimo sétimo episódio da 19ª temporada de Os Simpsons, foi ao ar em 27 de abril de 2008. Depois de ingressar em um grupo chamado 4-H, Bart escolhe um boi que aparentemente é preguiçoso, mais junto com uma menina da fazenda chamada Mary (atriz convidada Zooey Deschanel) cuidam dele e escolhem o nome de "Lou".
Quando Bart decide dar o boi à família da Mary, para salvá-lo. Bart se surpreende com a notícia de que segundo as normas da família de Mary, quando um garoto dá uma vaca de presente, é um pedido de casamento. Ele fará o máximo o possível para mantê-lo vivo até que Lou possa ser resgatado. Foi escrito por Jeff Westbrook e dirigido por Nancy Kruse. 7,69 milhões de telespectadores assistiram a este episódio.